# 양젖 치즈
양젖 치즈는 양젖으로 만든 치즈이다.

## 사진 갤러리

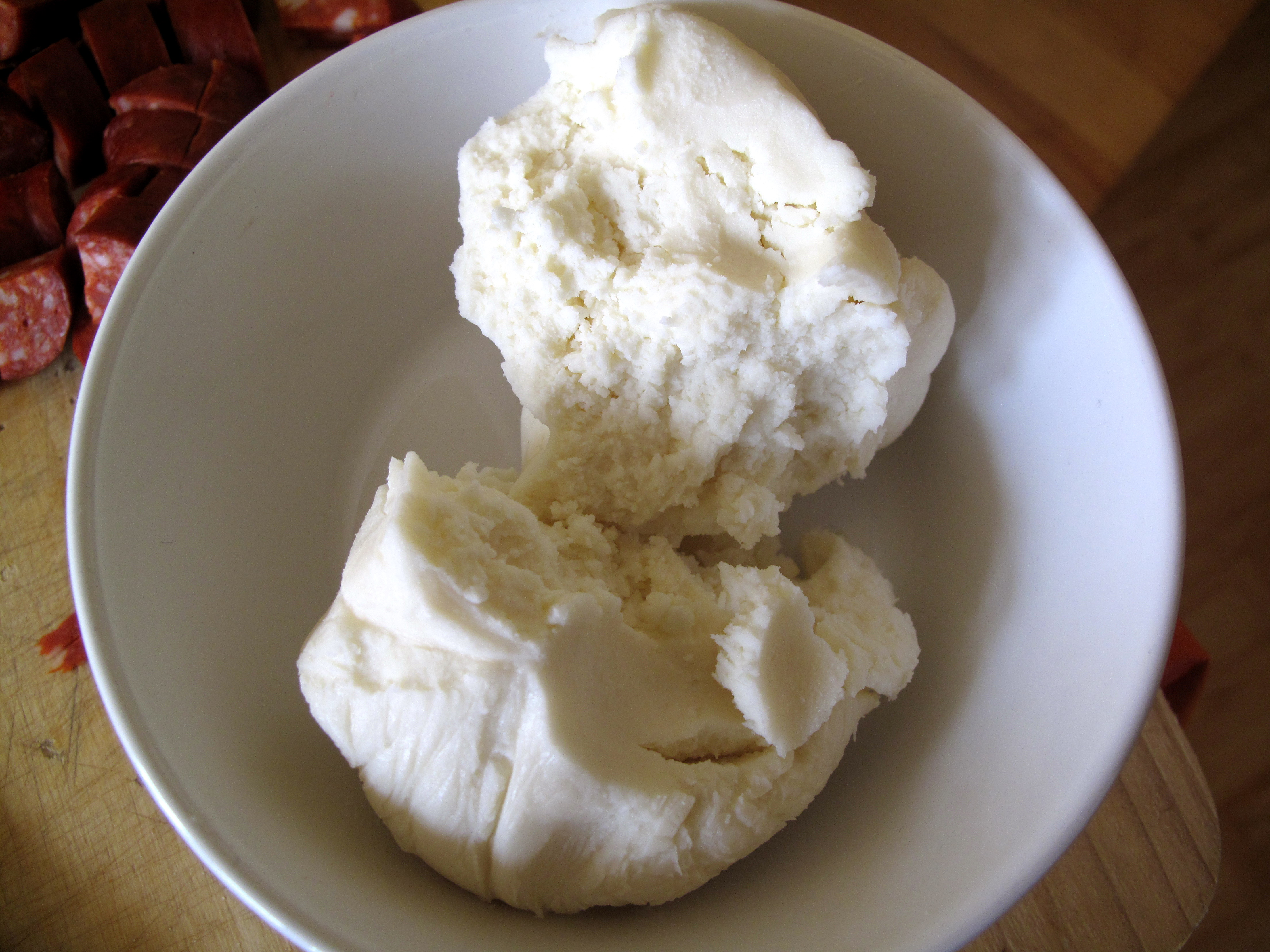
브린자
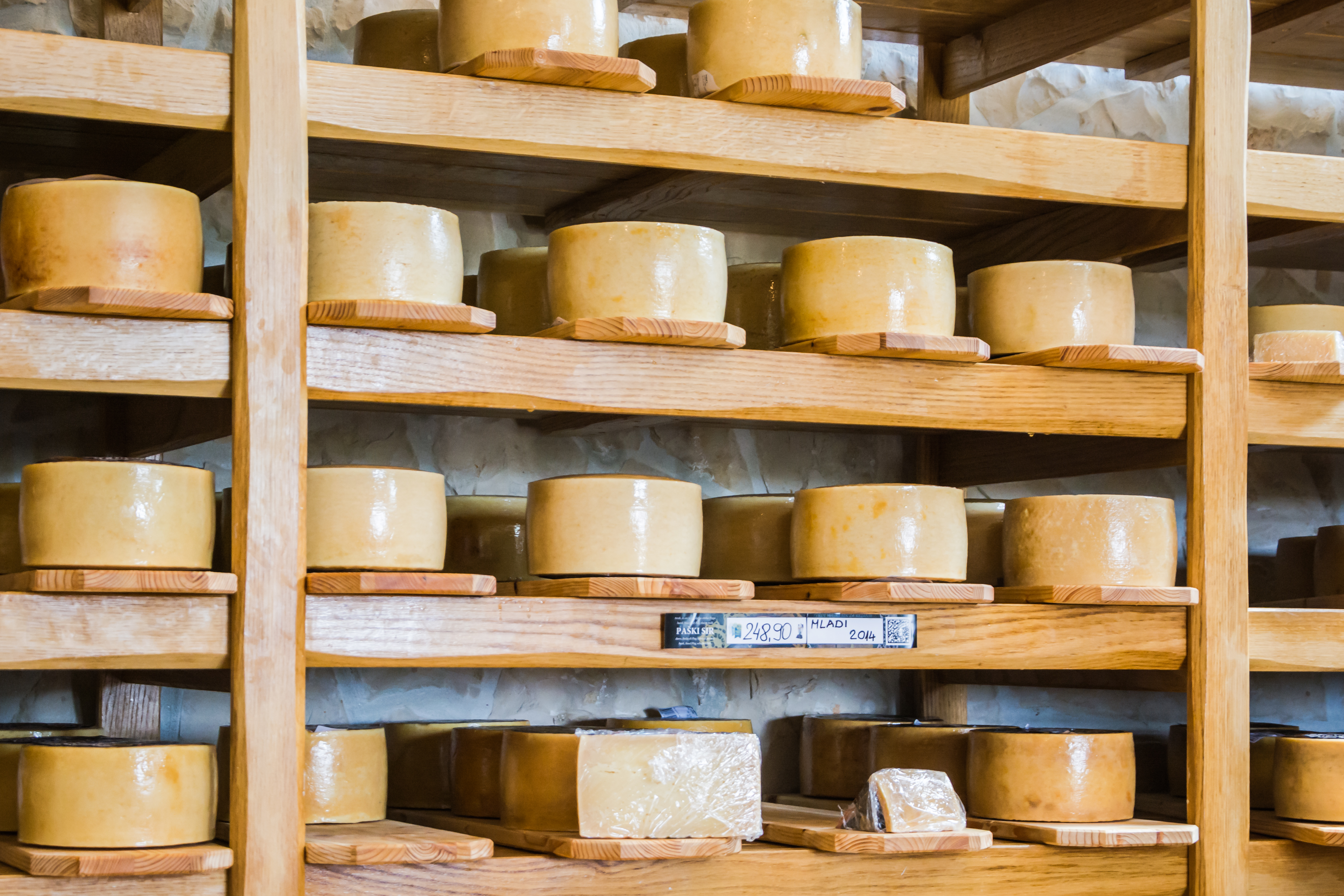
파그 치즈
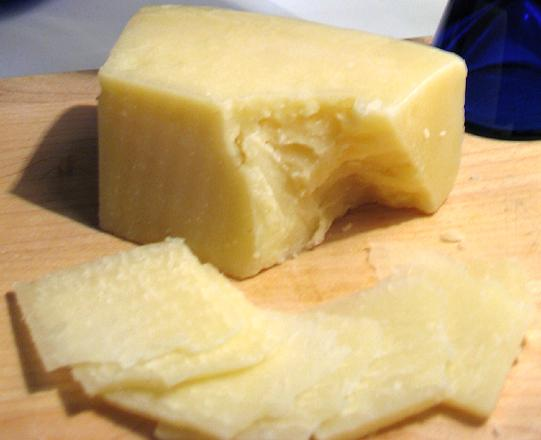
페코리노
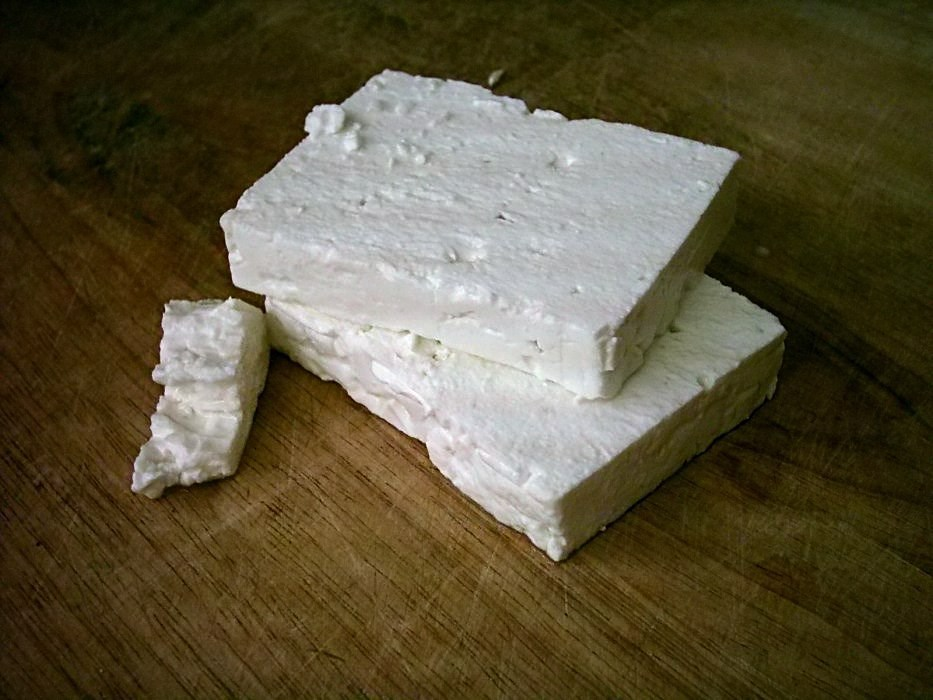
페타

## 같이 보기
- 염소젖 치즈